# Tuffi ai IV Giochi asiatici
I concorsi dei tuffi dei IV Giochi asiatici si sono svolti dal 29 agosto al 1º settembre 1962 presso il Gelora Bung Karno Sports Complex di Giacarta in Indonesia. Sono stati disputati 4 concorsi, due maschili e due femminili: trampolino da 3 metri individuale e piattaforma da 10 metri individuale.

## Podi

### Uomini
| Evento                      | Oro                   | Perform. | Argento                    | Perform. | Bronzo                     | Perform. |
| Trampolino 3 m (dettagli)   | Ryohei Okada Giappone |          | Kazuo Tahara Giappone      |          | Billy Gumulya Indonesia    |          |
| Piattaforma 10 m (dettagli) | Ryohei Okada Giappone |          | Hiroshi Taniguchi Giappone |          | Cho Chang-je Corea del Sud |          |

### Donne
| Evento                      | Oro                     | Perform. | Argento                  | Perform. | Bronzo                  | Perform. |
| Trampolino 3 m (dettagli)   | Lanny Gumulya Indonesia |          | Sakuko Kadokura Giappone |          | Kayoko Tomoe Giappone   |          |
| Piattaforma 10 m (dettagli) | Kayoko Tomoe Giappone   |          | Sakuko Kadokura Giappone |          | Lanny Gumulya Indonesia |          |

## Medagliere
| #      | Nazione       | Oro | Argento | Bronzo | Totale |
| ------ | ------------- | --- | ------- | ------ | ------ |
| 1      | Giappone      | 3   | 4       | 1      | 8      |
| 2      | Indonesia     | 1   | 0       | 2      | 3      |
| 3      | Corea del Sud | 0   | 0       | 1      | 1      |
| Totale | Totale        | 4   | 4       | 4      | 12     |